# L'Homme libre

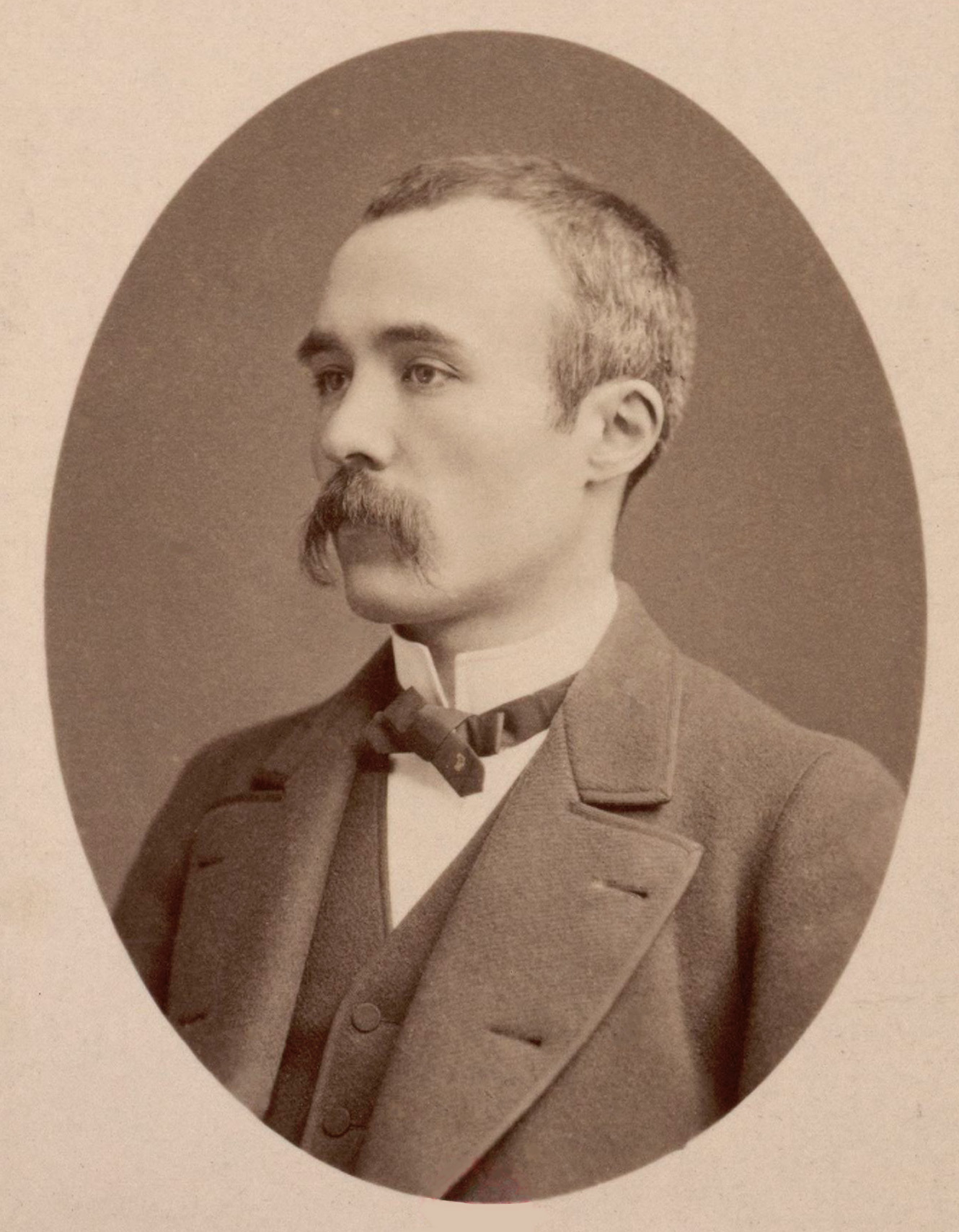
Georges Clemenceau.

Fundado en 1913, L'Homme libre fue el periódico de Georges Clemenceau.
Y uno de sus primeros directores fue un ejecutivo de negocios llamado Nicolas Pietri.
En razón de las críticas que se efectuaban desde sus páginas, esta publicación fue censurada al comienzo de la guerra de 1914, y entonces cambió su título por el de L'Homme enchaîné.

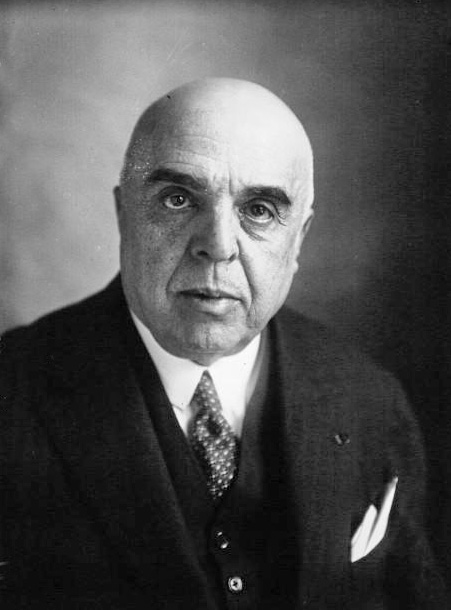
Eugène Lautier.

En 1920, el director de la publicación fue Eugène Lautier, futuro diputado de Guyana (1929).
Este diario dejó de publicarse en 1939, pero logró reaparecer como semanario de 1951 a 1953.

## El diario de Clemenceau
El 6 de mayo de 1913 apareció el primer número de L’Homme libre, entonces un nuevo periódico parisino.
Clemenceau publicaba diariamente su editorial, y en ellos no cesaba de advertir a Francia y a sus compatriotas, del peligro que se corría por la amenaza alemana (« Pour la défense nationale », 21 de mayo de 1913; « Vouloir ou mourir », mayo 24; « Ni défendus ni gouvernés », julio 15; etc.). Como consecuencia de estas ideas, Georges Clemenceau fue un ardiente defensor de la ley de tres años, la que aumentaba la duración del servicio militar, y la que fue votada el 19 de julio de 1913, con el apoyo de la derecha y de un tercio de los diputados radicales-socialistas.
Cuando se inició la Primera Guerra Mundial en julio de 1914, Clemenceau defiende en su periódico a la Union sacrée así como la preeminencia de los civiles por sobre el propio Estado Mayor. Determinado a combatir, este personaje está lejos de la imagen de « la fleur au fusil » (la flor en el fusil) y de « la parole est au canon (...) Et maintenant, aux armes! Tous. J'en ai vu pleurer, qui ne seront pas des premières rencontres. Le tour viendra de tous. (...) Mourir n'est rien. Il faut vaincre. » (L'Homme libre, 5 de agosto de 1914).
El 26 de agosto de 1914, rechazó la proposición de Aristide Briand, que lo invitaba a entrar en el Cabinet de René Viviani, pues él quería la presidencia del Consejo o nada.
Desde sus editoriales, Clemenceau reprocha al ministro Louis Malvy
 por no haber arrestado a los militares fichados con el « carnét B », mientras que la mayoría de la izquierda socialista se alineaba con la Union sacrée.
Después de denunciar las insuficiencias del servicio sanitario de las FF. AA., que entre otras cosas transportaba a los heridos en los mismos vagones que a los caballos, su periódico fue suspendido por Malvy del 29 de septiembre al 7 de octubre de 1914, en aplicación de la ley del 4 de agosto de ese año, la que reprimía « las indiscreciones de la prensa en tiempos de guerra ».
El periódico reapareció el 30 de septiembre de 1914 bajo el título L'Homme enchaîné;
 inmediatamente suspendido, reapareció bajo ese mismo nombre el 8 de octubre de 1914 en París.
El periódico de nuevo fue suspendido en agosto de 1915. Y Clemenceau entonces comenzó a enviar sus artículos a los parlamentarios.

## Los periodistas
La redacción era reducida, y compuesta únicamente por fieles a Clemenceau: Gustave Geffroy, Georges Mandel, Auguste Bernier. Y en cuanto a Charles Muller (1877-1914), corresponde decir que fue su crítico dramático.